# Rigobert van Reims
Rigobert van Reims, ook Robert van Reims genoemd (Ribemont aan de Aisne, ? - Gernicourt aan de Aisne, 743), uit de Frankisch hoge adel afkomstig, was eerst monnik en vervolgens abt van het Benedictijnenklooster Orbais. In 689/690 werd hij bisschop van Reims. Hij was een nauwe vertrouweling van de Frankische hofmeier Pepijn van Herstal en doopte diens zoon Karel Martel. Hij kreeg van koning Dagobert III voor zijn bisdom vrijstelling voor alle afgaven en diensten aan het koninkrijk, en werd door Pepijn het koningsgoed Gernicourt aan de Aisne als allodium geschonken.
Tijdens de beslissende fase van de na Pepijns dood uitgebroken machtsstrijd twijfelde hij te lang, zich aan de kant van zijn petekind Karel Martel te scharen, en werd daarom door deze in 717 uit zijn ambt ontheven, naar Gascogne verbannen en door bisschop Milo van Trier vervangen. Karel Martel zou hem weliswaar kort daarop terug rehabiliteren, maar Rigobert verzaakte aan een terugkeer naar Reims en trok zich in plaats daarvan op zijn allodium Gernicourt terug, waar hij als kluizenaar leefde en in 743 overleed. Zijn gebeente werd in 864 naar Reims overgebracht en in 872 door Hincmar van Reims in de kerk van de abdij van Saint-Thierry bijgezet; delen ervan kwamen later naar Parijs.
Rigobert werd heilig verklaard. Zijn gedenkdag is op 4 januari.